# مقاطعة تروتلين (جورجيا)
مقاطعة تروتلين (بالإنجليزية: Treutlen County)‏ هي إحدى المقاطعات في ولاية جورجيا في الولايات المتحدة الأمريكية.